# Bafomet
Bafomet je fiktivno pogansko božanstvo nastalo u okviru kršćanskog folklora, a osobito zastupljeno u okultističkoj teoriji za vrijeme magijskog preporoda u 19. stoljeću. Prvi put se spominje u 12. stoljeću kao iskrivljeni oblik riječi Muhamed, a u 19. stoljeću popularizirao ga je francuski okultist Eliphas Levi, u obliku Sabatskog jarca, u knjizi Transcendentalna magija, čime postaje središnja figura sotonizma i oličenje Sotone.
Legende dovode Bafometa u vezi s vitezovima templarima, koji su ga, navodno, štovali kao poganski idol.

## Etimologija i prijepori oko značenja imena
Joan Argentier u svojoj knjizi "Nikad ispričana povijest Indija" (La Historia de Indias jamas contada, 1974.) piše da izraz Bafomet treba čitati naopako, u skladu s kabalističkom tradicijom. Na taj način proizlazi da se ime sastoji od tri kratice: Tem Ohp Ab, koje znače Templi ommum hominum pacis abbas.
S druge strane, Baphe je grčka riječ koja znači "uranjanje", "krštenje", a Metis "upućenost". Međutim, najpoznatija hipoteza je ona koja povezuje templare sa sektom asasina, iz čega se izvodi zaključak da bi Bafomet zapravio bio iskrivljeni oblik imena Muhamed. Stručnjak za arapsku civilizaciju Sylvestre de Sacy iznio je pretpostavku o načinu kako se prvotni oblik Mahomet (Muhamed) transformirao u Bafomet, preko riječi Mahumeria, preko Bahomeria do Bafomeria.
Njemačk orijentalist Hammer-Purgstalla pokušavao je, uz pomoć drevnih mitova o biku Apisu i Zlatnom runu, povezati ime Bafomet s arapskom riječi Bahoumid koja znači "runo".

## Povijest
Ime Bafomet bilo je sporadično spominjano još od kraja 12. stoljeća u književnim djelima. Kada je 13. listopada 1307. godine francuski kralj Filip Lijepi naredio uhićenje francuskih templara optuživši ih za herezu, apostaziju, blasfemiju i idolopoklonstvo, tijekom inkvizicije pojedini utamničeni templari priznali su i grijeh štovanja idola Bafometa kojeg su opisali kao biće s tri lica, ponekad s rogovima, a katkad izgledom nalik na crnu mačku.
U članku 47 optužnice protiv templara iznijeto je da su templari na svojim skupovima štovali idol s ljudskom glavom i dugačkom bradom:
| » | Klanjali su se spomenutom idolu kao da se radi o Svevišnjem, govoreći da ih ta glava može spasiti, da je Redu donijela sva bogatstva, te da čini da iz zemlje niču biljke i raste drveće | « |
|   | |   |

U 19. stoljeću, osobito grafičkom pojavom u Levijevoj knjizi "Transcendentalna magija" (fr. Dogme et Rituel de la Haute Magie ) iz 1856. godine, Bafomet biva identificiran s okultnim i postaje demon, personifikacija samog đavla, da bi u ranom 20. stoljeću postao u učenju Aleistera Crowleyja važnom figurom u filozofiji Teleme.

## Izgled
Za vrijeme suđenja templarima, braća su različito opisivala izgled idola Bafometa. Prema jednom opisu radilo se o glavi od zlata i srebra. Drugi su ga opisivali kao pravu balzamiranu glavu, duge kose i crne brade, čiji se vrat nalazio u tronožnom ili četveronožnom relikvijaru optočenom draguljima.
Prema nekim opisima, glava je imala tri lica, a ponekad je opisivana i kao glava od zlata i drveta s dva lica i četiri noge. Opisivali su je i kao glavu s rogovima, te se govorilo da je to vražja glava, užasna i zastrašujuća.
Bafomet se, osim kao glava, opisivao i kao demon u obličju jarca. Imao je upaljenu baklju među rogovima i pentagram na čelu. Jedna mu je ruka bila ženska, a druga muška. Imao je krila i ženske grudi.